# 南希·坦博

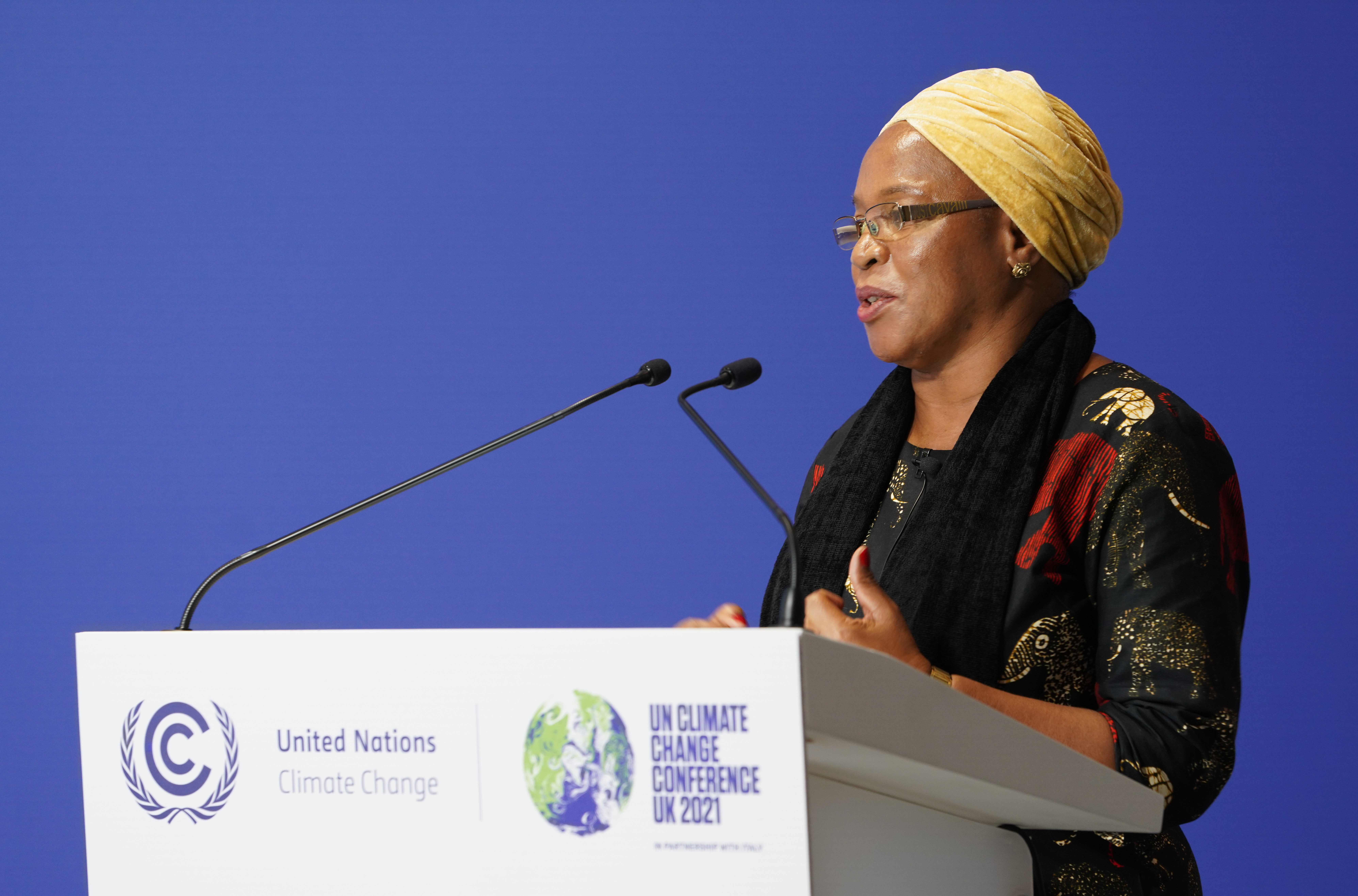
2021年的南希·坦博

南希·坦博（Nancy Tembo，1959年—）是马拉维政治人物，自2022年起担任马拉维政府外交部长。她还是來自利隆圭西南选区的马拉维共和国国民议会国会议员。 